# Тихиничі (зупинний пункт)
Тихиничі (біл. Ціхінічы) — пасажирський залізничний зупинний пункт Гомельського відділення Білоруської залізниці неелектрифікованій лінії Гомель — Жлобин між станцією Уза та зупинним пунктом Зелений Острів. Розташований у селі Тихиничі Буда-Кошельовського району Гомельської області.